# Кенсингтонский замок
Кенсингтонский замо́к (англ. Kensington lock) — замок со стальным тросиком, соединяющим защищаемое портативное электронное устройство с каким-либо неподвижным, крупногабаритным или тяжёлым предметом. Применение такого замка затрудняет кражу защищаемого устройства.
Некоторые производители предлагают устройство, напоминающее кенсингтонский замок, но крепящееся к порту (COM, LPT или VGA).

## Плюсы и минусы
Защита Кенсингтонского замка легко преодолевается злоумышленником с соответствующими инструментами, поэтому не предотвращает спланированную кражу — к тому же многие модели кенсингтонских замков легко взламываются. Зато он весьма эффективен против краж «на рывок», когда вор хватает устройство и бежит — в магазинах, гостиницах и т. д.
В некоторых устройствах (например, мониторах) щель для замка пластмассовая, и поэтому замок легко вырвать «с мясом». Впрочем, перепродажа такого устройства будет затруднительной — по повреждениям корпуса очевидно, что оно украдено.

## Галерея

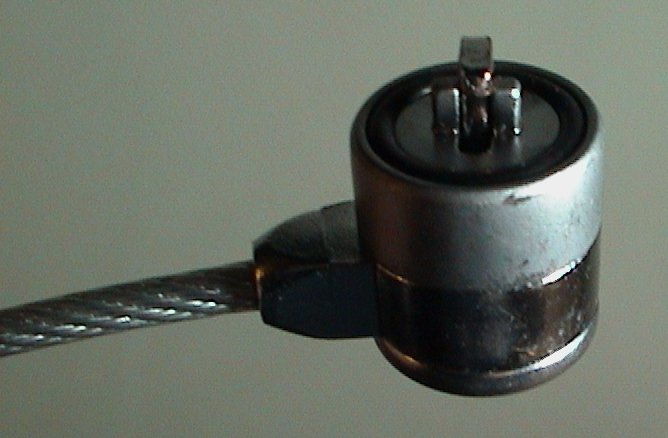
Замок, вставляемый в отверстие на корпусе устройства
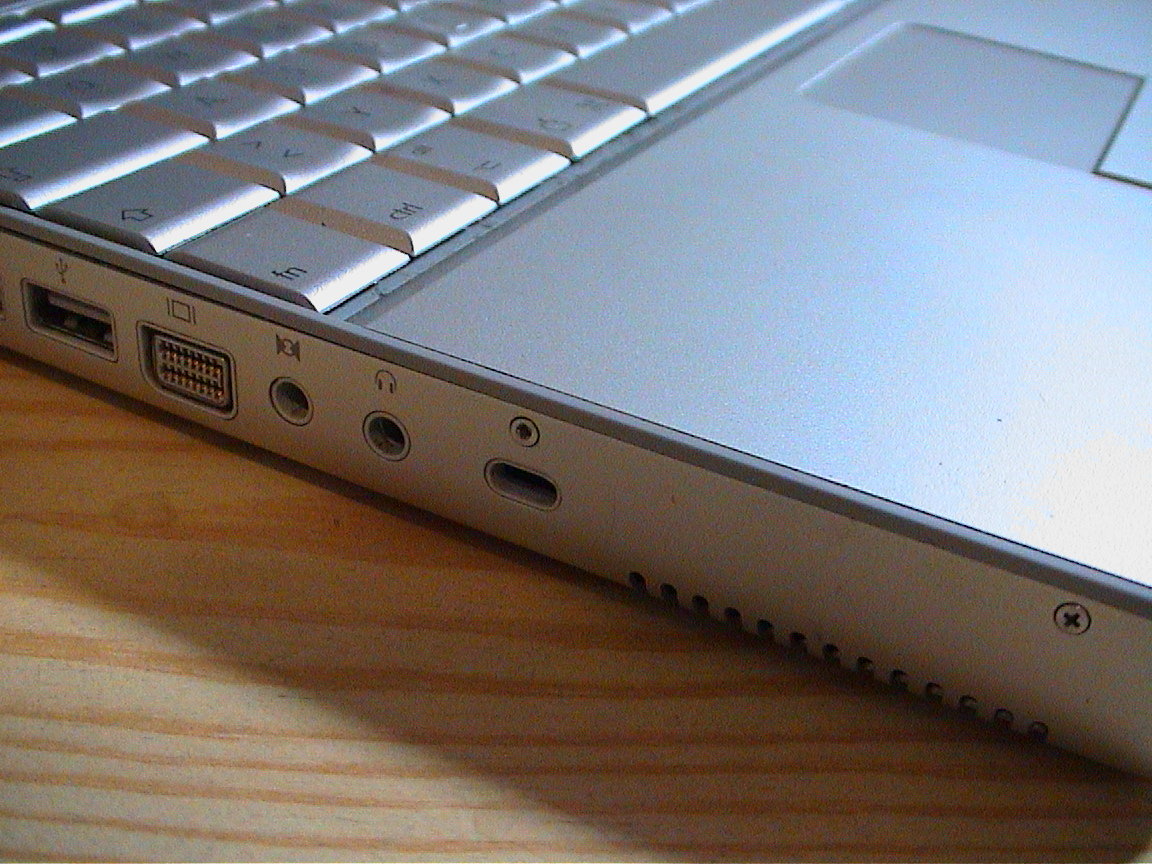
Отверстие для замка на боковой стороне PowerBook G4
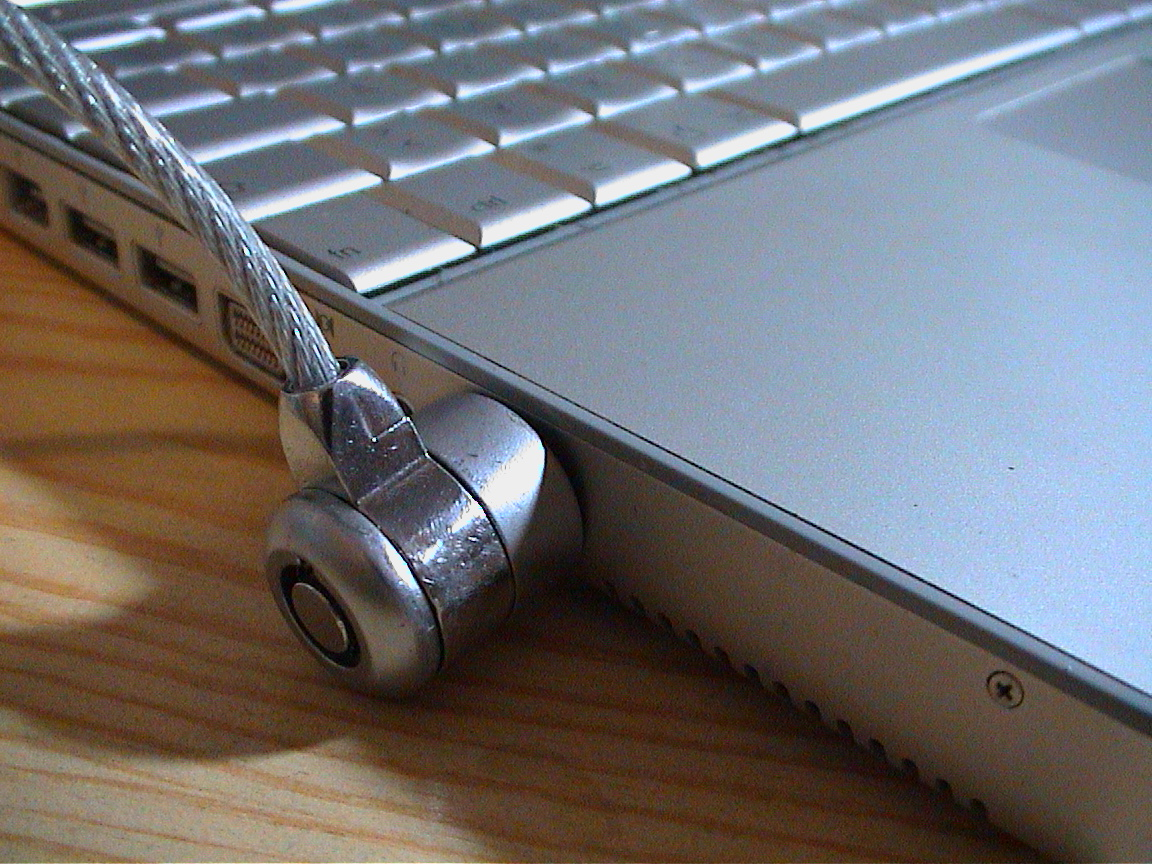
Присоединенный к PowerBook G4 замок